# Šaušgamuwa
Šaušgamuwa war in der zweiten Hälfte des 13. Jahrhunderts v. Chr. ein König des hethitischen Vasallenstaats Amurru (im heutigen südlichen Syrien), Sohn und Nachfolger des Bentešina. Er war durch die Ehe mit der Schwester des hethitischen Großkönigs Tudḫalija IV. dessen Schwager, möglicherweise auch dessen Neffe, sofern seine Mutter Gaššuliyawiya war, was aber nicht sicher ist. Der exakte Zeitpunkt Šaušgamuwas Thronbesteigung ist unbekannt, lässt sich aber eingrenzen: Sein Vater Bentešina wird noch im Staatsvertrag zwischen Tudḫalija IV. und Kurunta, der ca. 1236 v. Chr. datiert wird, als Zeuge und König Amurrus genannt. In einem Schreiben Tudḫalijas an Šaušgamuwa, dem sogenannten Šaušgamuwa-Vertrag (CTH 105), ist von schweren Spannungen der Hethiter mit Assyrien die Rede, die für die frühe Regierungszeit des assyrischen Königs Tukulti-Ninurta I. bezeugt sind, der ab ca. 1233 v. Chr. herrschte. Zu diesem Zeitpunkt war Šaušgamuwa bereits König in Amurru. In dem Vertrag wird der Vasall u. a. aufgefordert, keine Händler aus Amurru mehr nach Assyrien zu lassen und keine assyrischen Händler nach Amurru. Ferner soll er offenbar verhindern, dass Schiffe, wahrscheinlich aus Aḫḫijawa, über amurritische Häfen Handel mit Assyrien treiben.
Verwickelt war Šaušgamuwa auch in die Affäre um seine Schwester oder Halbschwester (Tochter der Gaššuliyawiya), die Ammistamru II. von Ugarit geheiratet hatte. Wegen Verfehlungen wurde sie, womöglich noch zu Lebzeiten Bentešinas, verstoßen und zog zurück nach Amurru. Die Ehe wurde nach Vermittlung durch Tudḫalia IV. und Ini-Teššub von Karkemiš offiziell geschieden, Ammistamru musste die Mitgift erstatten. Nachdem Šaušgamuwa den Thron bestiegen hatte, gab sich Ammistamru mit dieser Regelung aber nicht zufrieden und verlangte die Auslieferung seiner Exfrau, um sie bestrafen zu können. Šaušgamuwa verweigerte die Auslieferung, da er die Hinrichtung seiner Schwester in Ugarit befürchten musste, so dass immer größere Spannungen zwischen den beiden hethitischen Vasallen entstanden. Wieder vermittelten Tudḫalia IV. und Ini-Teššub, der als Vizekönig der erste Ansprechpartner für die syrischen Vasallen war. Nach langen Verhandlungen wurde entschieden, dass Šaušgamuwa seine Schwester ausliefern müsse, er im Gegenzug 1400 Schekel Gold von Ammistamru erhalte. In den Archiven von Ugarit kamen zwei Versionen dieses Vertrags auf Keilschrifttafeln an Licht: eine ist von Tudḫalija IV. gesiegelt, die andere durch Šaušgamuwa.
Wie lange Šaušgamuwa regierte, ist unbekannt; auch ob er der letzte König von Amurru war. Itamar Singer hält Maḫḫaza für einen Nachfolger Šaušgamuwas.